# 入江貫一
入江 貫一（いりえ かんいち、1879年（明治12年）3月6日 - 1955年（昭和30年）4月22日）は、日本の官僚。帝室会計審査局長官、貴族院議員等を務めた。野村靖の次男であり、伯父である入江九一の家督を継いだ。

## 略歴
1879年（明治12年）に野村靖・花子夫妻の次男として生まれ、2歳で靖の亡き兄・入江九一の養嫡子として入江姓を継ぐ。東京府尋常中学、旧制山口高校を卒業。1906年（明治39年）7月、東京帝国大学法科大学法律学科を卒業。同年、7月14日神奈川県属、知事官房兼第一部地方課に勤務。同年11月高等文官試験に合格。1907年（明治40年）3月19日内務属、大臣官房台湾課兼地方局勤務。同年、5月1日大臣官房樺太課兼務に就く。同年10月9日山梨県事務官となり、明治40年の大水害後の復興における罹災者の北海道移住などに携わる。同年、内務部学兵課長兼農商課長に就任。1908年（明治41年）8月29日枢密院書記官兼枢密院議長秘書官。
1914年（大正3年）8月29日、兼高等捕獲審検所事務官。1917年（大正6年）8月10日兼法制局参事官。1920年（大正9年）9月14日内閣恩給局長兼枢密院書記官に就任。1923年（大正12年）4月7日、内大臣秘書官長兼宮内省参事官兼法制局参事官兼枢密院書記官に就任。1924年（大正13年）4月9日、兼内蔵頭、免兼宮内省参事官。1925年（大正14年）3月31日、免本官専任内蔵頭、依願免兼枢密院書記官。同年12月、帝室会計審査局長官に就任。1932年（昭和7年）8月、依願免本官。1934年（昭和9年）4月、満州国宮内府次長。1939年（昭和14年）7月4日、貴族院議員。1940年（昭和15年）1月、恩給金庫理事。同年9月同理事長に就任。1946年（昭和21年）公職追放。1951年（昭和26年）8月、追放解除。1955年（昭和30年）4月22日、他界。

## 栄典
位階
- 1907年（明治40年）12月10日 - 従七位
- 1908年（明治41年）12月11日 - 正七位
- 1910年（明治43年）11月11日 - 従六位
- 1913年（大正2年）2月10日 - 正六位
- 1915年（大正4年）2月10日 - 従五位
- 1917年（大正6年）8月30日 - 正五位[3]
- 1920年（大正9年）10月20日 - 従四位

勲章等
- 1912年（大正元年）8月1日 - 韓国併合記念章[4]
- 1916年（大正5年）4月1日 - 勲四等瑞宝章
- 1920年（大正9年）
  - 9月7日 - 勲四等旭日小綬章
  - 12月25日 - 勲三等瑞宝章
- 1924年（大正13年）5月31日 - 勲三等旭日中綬章
- 1940年（昭和15年）11月10日 - 紀元二千六百年祝典記念章[5]

外国勲章佩用允許
- 1913年（大正2年）1月22日 - フランス共和国：レジオンドヌール勲章シュヴァリエ[6]